# Aleksandar Cankov
Aleksandar Cankov (1879. – 1958.), bugarski političar, istaknuti pripadnik međuratne krajnje desnice.

## Životopis
Od 1910. je radio kao profesor političke ekonomije na sveučilištu u Sofiji, a 1923. je imao vodeću ulogu u smjenjivanju vlade Aleksandra Stambolijskog nakon čega je sam postao premijer u novoj, koalicijskoj vladi. Na toj poziciji je ostao do 1. siječnja 1926. godine. Za vrijeme službe žestoko se obračunavao s članovima Komunističke partije: vršio je represiju, uveo zabranu stranke, a i prijeki sud nakon pokušaja atentata na kralja Borisa i bombaškog napada u sofijskoj katedrali.  Nestabilnost u zemlji je dodatno pogoršala grčka invazija koja je ipak prekinuta nakon osude od strane Lige naroda. Bugarska je zapala u velike dugove, a Cankov je smijenjen nakon što ih nije uspio riješiti; u novoj vladi je postavljen na mjesto ministra prosvjete.  
Uskoro se okrenuo fašizmu i idejama Adolfa Hitlera. Godine 1932. je pokrenuo vlastiti Nacionalsocijalistički pokret kojim je pokušao oponašati NSDAP.  Međutim, njegova stranka je bila gotovo nevažan faktor u bugarskoj politici, a čak joj ni NSDAP nije pružio potporu (koju je davao Uniji bugarskih nacionalnih legija). Unatoč tome nacisti su Cankova 1944. postavili kao premijera bugarske vlade u egzilu. Nakon ratnog poraza pobjegao je u Argentinu; umro je u Buenos Airesu 1958. godine.